# عقوبة الإعدام في الصومال
عقوبة الإعدام هي عقوبة قانونية في جمهورية الصومال الواقعة في شرق إفريقيا، وتتم معظم عمليات الإعدام في الصومال من خلال إطلاق النار، في عام 2011 أُعدم ثلاثة جنود بتهمة القتل على يد الحكومة الاتحادية الانتقالية . وتم إعدام جندي آخر بعد سنوات قليلة.  لاحظت منظمة هيومن رايتس ووتش في عام 2014 أن عمليات الإعدام بإجراءات موجزة آخذة في الارتفاع في البلاد.  وصلت عمليات الإعدام إلى 14 عام 2016 وارتفع معدل الإعدام في عام 2017 ، وهو ما نسبته جماعات حقوق الإنسان بشكل أساسي إلى المحاكم العسكرية وحركة الشباب المتطرفة، وطالب الاتحاد الأوروبي الصومال بسن قانون لتعطيل عقوبة الإعدام نتيجة لذلك.  وتحدث معظم عمليات الإعدام رمياً بالرصاص علناً وعادة ما يتم إعدام الأشخاص المحكوم عليهم بالإعدام رمياً بالرصاص.

## الجرائم التي يُعاقب عليها بالإعدام
تشمل الجرائم التي يُعاقب عليها بالإعدام الجرائم الخطيرة وتخضع لأحكام الشريعة الإسلامية إلى جانب القوانين المدنية، وتشمل الجرائم التي يعاقب عليها بالإعدام ما يلي:
- الخيانة الزوجية
- الزنا
- القتل العمد
- الردة
- الإحراق المتعمد
- ازدراء الأديان
- المثلية الجنسية
- التجسس
- شهادة الزور
- الإرهاب

## روابط خارجية
- The Death Penalty: Amnesty International Report. Amnesty International Publications. 1979. ص. 57–58. ISBN:0900058889. مؤرشف من الأصل في 2023-07-30.